# Автошлях E602
Європейський шлях Е 602 — європейська дорога класу B у Франції, що з'єднує міста Ла-Рошель і Сент.

## Маршрут
- Франція
  - E03 E601 Ла-Рошель
  - E603 Сент